# 下志比村
下志比村（しもしひむら）は福井県吉田郡にあった村。現在の永平寺町の中部、九頭竜川左岸、えちぜん鉄道勝山永平寺線の沿線にあたる。

## 地理
- 山岳 ： 城山
- 河川 ： 九頭竜川

## 歴史
- 1889年（明治22年）4月1日 - 町村制の施行により、志比堺村、法寺岡村、東古市村、高橋村、谷口村、花谷村、光明寺村、飯島村及び轟村の区域をもって、下志比村が発足する。
- 1954年（昭和30年）3月31日 - 志比谷村、下志比村及び浄法寺村が合併して、志比村が発足する。

## 交通

### 鉄道路線
- 京福電気鉄道
  - 越前本線（現・えちぜん鉄道勝山永平寺線）
    - 志比堺駅 - 東古市駅（現・永平寺口駅） - 下志比駅 - 光明寺駅 - 轟駅

  - 永平寺線
    - 東古市駅